# 青春灰姑娘
《青春灰姑娘》是由創作的日本漫畫，2019年11月14日至2020年9月3日於集英社漫畫應用程式連載，共49話。改編真人電視劇由2022年10月17日起於朝日放送電視台「電視劇+」（ドラマ+）時段播映，久間田琳加主演。

## 電視劇

### 登场人物
- 萩野紫苑：27岁，百货公司化妆品柜台美容顾问。由久間田琳加配音。
- 長谷川颯真：17岁，高中三年级。由本田響矢配音。
- 秋山美月：27岁，萩野紫苑大学时代朋友。由水谷果穗配音。
- 伊藤香：由箭內夢菜配音。

## 外部連結
- 官方网站（日語）
- 電視劇官方網站（日語）